# 자연의 딸

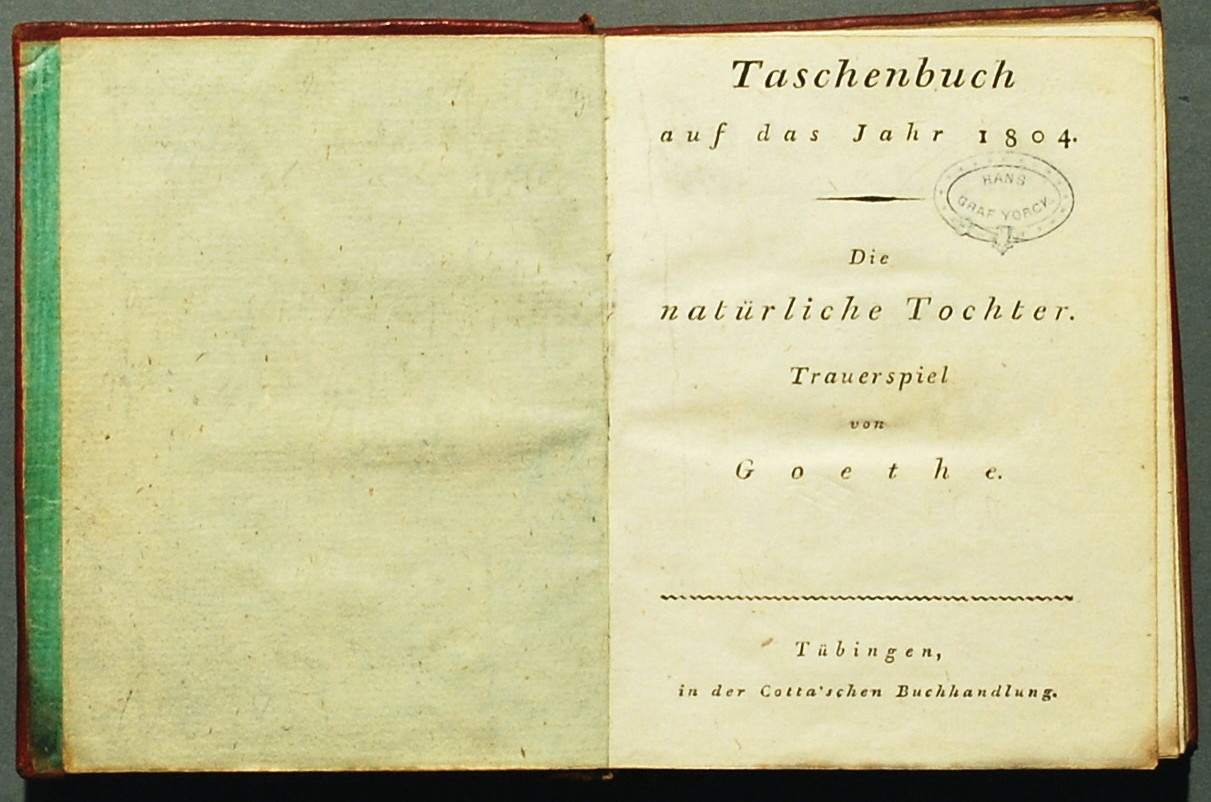
제1판의 타이틀 페이지

자연의 딸(독일어: Die natürliche Tochter)은 요한 볼프강 폰 괴테가 1803년에 발표한 5막 비극이다. 사생아로 태어난 오이게니가 왕족이라는 신분을 되찾기 직전, 이복형제의 계략에 휘말려 국외로 추방당하고 시민 계급으로 떨어지는 과정을 그렸다. 아름다운 언어, 수준 높은 비극성을 갖춘 문학작품으로 평가된다.

## 개요
1798년 파리에서 ≪스테파니-루이즈 드 부르봉-콩티가 직접 저술한 역사적 회고록≫을 읽은 괴테는 1799년에 벌써 비극 삼부작을 계획한다. 괴테는 이 비극이 “프랑스 혁명과 그 결과에 대해 오랜 세월 써 왔고 생각했던 모든 것을 진지하게 기록하여 담으려는 그릇”이 될 것이라고 생각했다. 그 첫 편이 바로 〈자연의 딸〉이었다. 공작은 울창한 숲속에서 사냥 도중 조카인 왕에게 숨겨 놓은 사생아 딸 오이게니의 존재를 고백한다. 이를 계기로 오이게니는 왕실 가족으로서 누릴 새로운 행복을 꿈꾼다. 그러나 그녀의 존재를 부정하는 이복 오빠의 계략에 말려 국외로 추방당할 위기에 처한다. 어릴 때부터 오이게니를 돌봐 준 가정 교사가 오이게니를 배신하고 이 계략에 가담한다. 공작은 딸이 말을 타다 추락해 죽었다는 거짓 소식을 듣고 낙담한다. 오이게니는 추방당하기 직전 자신의 혈통과 권리를 포기하고 자신보다 신분이 낮은 시민 계급 출신 법관의 청혼을 받아들이고 조국에 남아 숨어 살기로 한다.
괴테가 계속하려던 삼부작의 뒷부분, 2부와 3부에서 오이게니는 완전히 숨어 살며 농장을 개선하는 일에 몰두하다가 마침내 혁명이 발발한 시기의 정치적 사건들 덕분에 수도로 들어가 왕 앞에 불려 간다. 그러나 이 부분에 대한 직접적인 기록이 없으므로 1부에 예시된 것으로부터 많은 것을 추정할 수 있을 뿐이다.
＜자연의 딸＞은 1803년 4월 2일 바이마르의 궁정극장에서 초연된 뒤로는 자주 공연되지 않았다. 자주 무대에 오르지는 못했지만 아름다운 언어와 드라마의 수준을 갖춘 문학작품으로서 그 사이에 여러 열광적 옹호자를 만났고 연구 대상이 되었다. 괴테 자신도 ＜자연의 딸＞이 ＜타우리스 섬의 이피게니에＞, ＜토르콰토 타소＞와 더불어 자신의 작품들 가운데 중요한 위치를 차지한다고 생각했다.
이 작품에서 내용보다 더 중요한 것은 많은 여성적 매력과 생명력, 고상함과 용기로 치장한 오이게니라는 인물이다. 나아가 역사적 연관성과 사건의 깊은 내용을 결국 하나의 유기적인 관계로 보는 암시적인 진술들이다. 가장 두드러지는 것은, 줄곧 비평과 경탄을 이끌어 낸 언어와 문체와 형상화다. 모든 것은 보편성과 타당성을 향해 움직인다. 사건 장소에는 이름이 없고, 등장인물들은 오직 직분으로만 불린다. 그들은 자신의 생각을 표현하면서 자아의식을 갖고 있다. 언어는 단순하지 않고, 악당의 말조차도 자로 잰 듯 항상 형식에 맞추었다. 빌헬름 셰러는 이미 ＜자연의 딸＞을 괴테의 “가장 고상하고 독특한 문학”으로 분류했다. 헤르더도 이 작품을 “이 시대의 엄청난 사건들을 자신의 가슴에 담아 보다 높은 견해로 발전시키고, 깊이 숙고하는 정신이 맺은 매우 훌륭하고 함축적이고 완숙한 열매”라고 일컬었다.